# Palla Samba
 (août 2025).
Palla Samba est maire de Fann-Point E-Amitié jusqu'à sa mort le 19 mars 2023.

## Biographie

### Carrière politique
Sa carrière débute par le Mouvement Pionnier  et il devient plus tard le Secrétaire Général de la 4éme coordination B de Dakar (responsabilité qu’il occupe avant sa mort). Il est  un ancien membre et responsable au sein du Parti Socialiste avant de rejoindre  le camp de Takhawou Dakar de Khalifa Sall .
Depuis 1996, il est conseiller municipal de Fann-Point E-Amitié.
En 2014, il est élu le 4e maire de Fann-Point E-Amitié lors des élections locales de 2014 avec un total de vote de 31 voix contre 13. Après son installation, il déclare: « Mon ambition, avec l’équipe qui va m’accompagner, c’est de redorer le blason de cette commune, refaire de cette commune ce qu’elle a été dans les années 60. Nous en avons les capacités, la volonté et la volonté politique ne va pas nous faire défaut ». Il est  réélu maire lors des élections de janvier 2022.